# Estação Callao (Linha B do Metro de Buenos Aires)
A Estação Callao é uma das estações do Metro de Buenos Aires, situada em Buenos Aires, entre a Estação Uruguay e a Estação Pasteur - AMIA. Faz parte da Linha B.
Foi inaugurada em 17 de outubro de 1930. Localiza-se no cruzamento da Avenida Corrientes com a Avenida Callao. Atende os bairros de Balvanera e San Nicolás.

## Decoración
A estação possui em sua plataforma sul dois murais de 1991, Desolación y amor de Daniel Kaplan e outro sem título, de Héctor Meana.

## Galeria

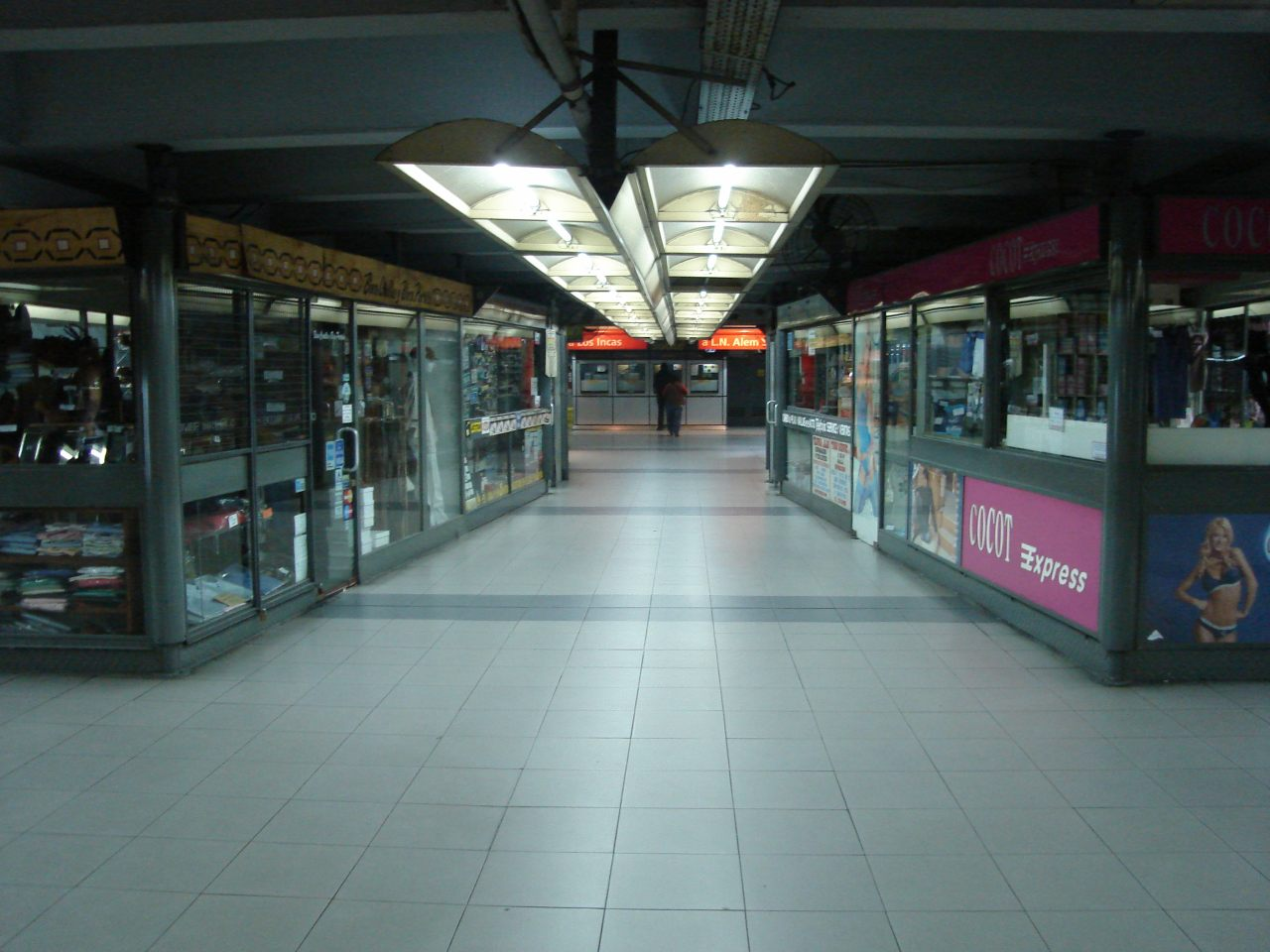
Vestíbulo de acesso a estação